# Amonio de Hermia
Amonio de Hermia (en griego Ἀμμώνιος ὁ Ἑρμείου, y en latín Ammonius Hermiae; c. 440-c. 520), también conocido como Amonio hijo de Hermia o Amonio de Alejandría, fue un filósofo griego, hijo de los filósofos neoplatónicos Hermias y Edesia. Fue alumno de Proclo en Atenas, y enseñó en Alejandría durante la mayor parte de su vida. Escribió comentarios sobre Platón, Aristóteles, y otros filósofos.

## Escritos

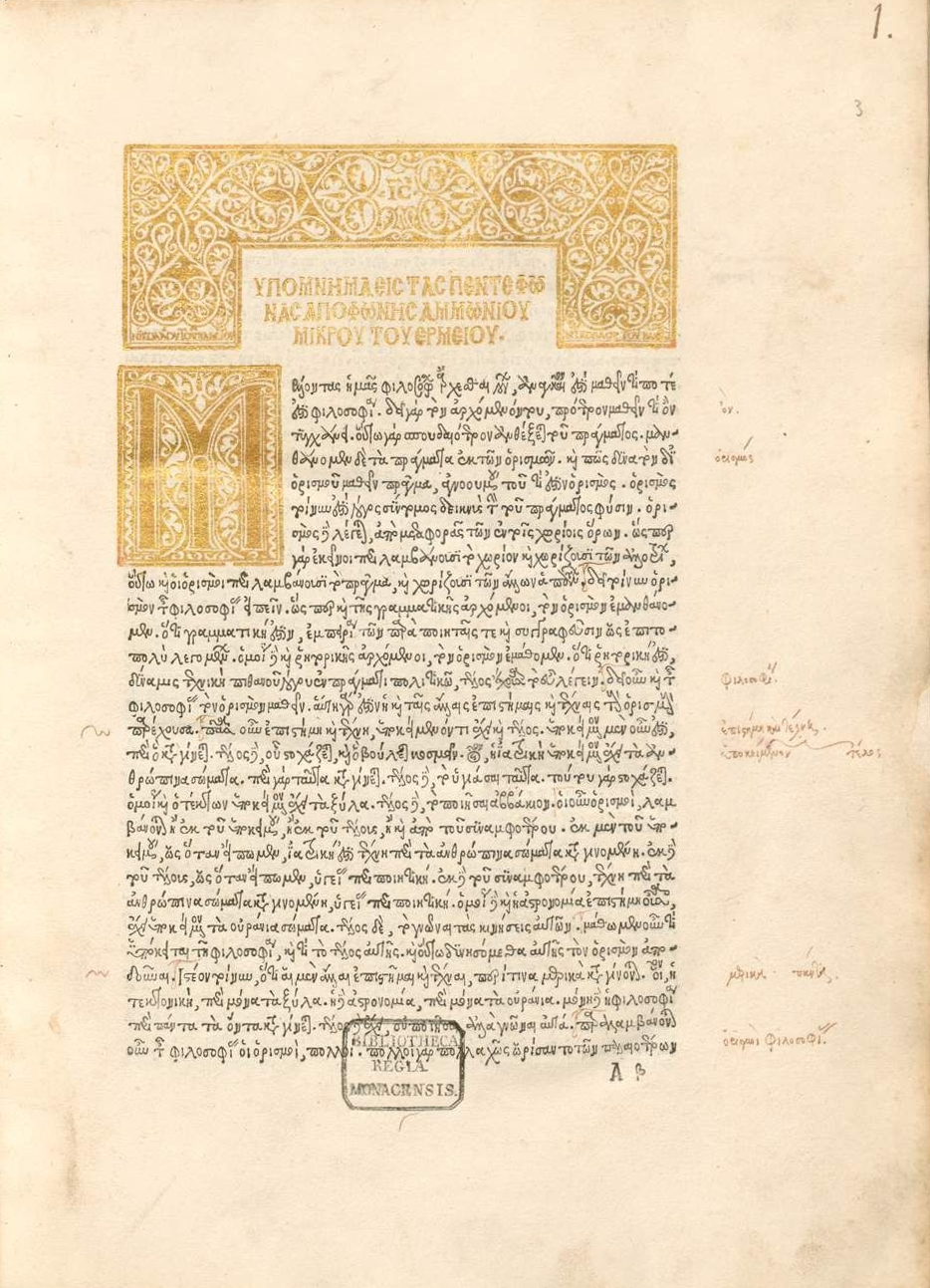
Primera página de la primera edición del comentario al Isagoge, Venecia (1500)

De los numerosos escritos de su autoría, solo el comentario de la obra De Interpretatione de Aristóteles ha sobrevivido intacto. Un comentario sobre la Isagogué de Porfirio ha perdurado también hasta nuestros días, pero se encuentra dañado y posee cierta interpolaciones posteriores.
En su De Interpretatione Amonio discute que el conocimiento divino anticipado torna vacío al contingente. Al igual que Boecio en su segundo Comentario y Consolación de la filosofía, este argumento sostiene la efectividad de las plegarias. Amonio cita a Jámblico, quien dijo que el saber es un intermedio entre el que conoce y el objeto conocido, ya que es la actividad del que conoce relacionada con lo conocido.
También han perdurado algunas notas de las clases de Amonio escritas por distintos estudiantes:
- Sobre las Categorías de Aristóteles (escritor anónimo)
- Sobre la Prior Analytics I de Aristóteles (escritor anónimo)
- Sobre la Metafísica 1-7 de Aristóteles (escrito por Asclepio de Tralles)
- Introducción a la Aritmética de Nicomaco (escrito por Asclepio de Tralles)
- Sobre la Analítica Prior de Aristóteles (escrito por Juan Filópono)
- Sobre la Analítica Posterior de Aristóteles (escrito por Juan Filópono)
- Sobre la Sobre la generación y la corrupción de Aristóteles (escrito por Juan Filópono)
- Sobre la Sobre el alma de Aristóteles (escrito por Juan Filópono)

Amonio era también un avezado astrónomo. Enseñaba sobre Claudio Ptolomeo y se sabe que escribió un tratado sobre el astrolabio.

## Eponimia
- El cráter lunar Ammonius lleva este nombre en su memoria.[3]